# Kathedralbasilika St. Marien (Galveston)

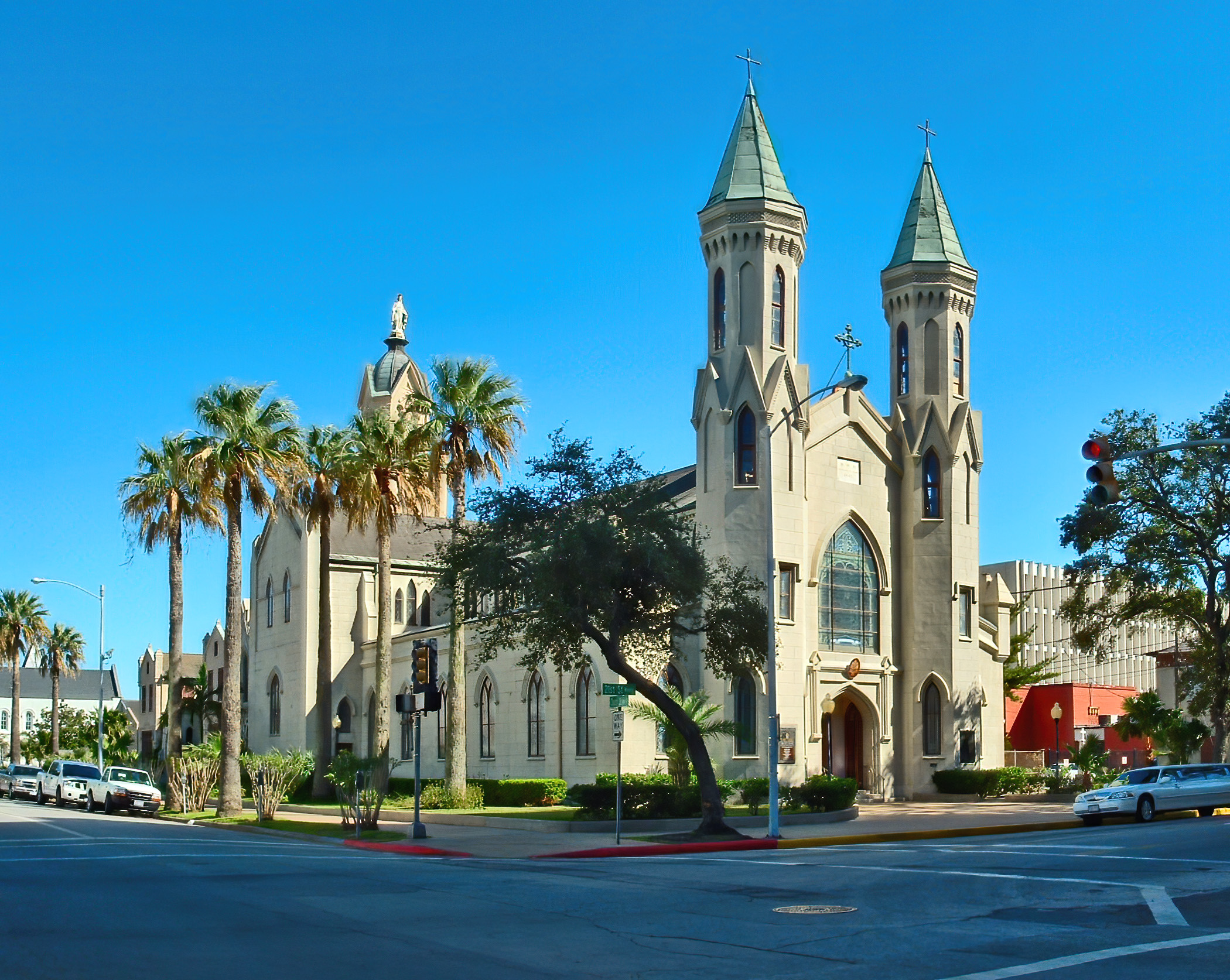
Außenansicht der Kathedrale

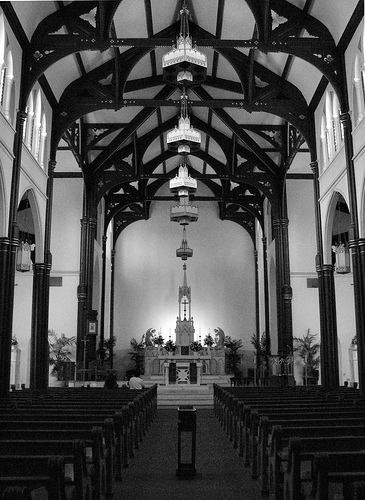
Innenraum

Die Kathedralbasilika St. Marien (englisch St. Mary Cathedral Basilica) ist eine römisch-katholische Kirche in der Hafenstadt Galveston im US-amerikanischen Bundesstaat Texas. Die Marienkirche ist die Kathedrale des Erzbistums Galveston-Houston und trägt den Titel einer Basilica minor. Die neugotische Kirche von 1848 ist als Kulturdenkmal im National Register of Historic Places und als Texas Historic Landmark geführt.

## Geschichte
Der Pfarrer John Odin CM kam 1841 in die katholische Gemeinde Galveston. Dort sammelte er Geld für den Bau einer Holzrahmenkirche mit einer Länge von 6,7 Metern. Am 6. Februar 1842, einen Monat vor seiner Weihe zum Bischof als Apostolischer Vikar von Texas, weihte Odin das fertige Bauwerk der Heiligen Jungfrau Maria. Das kleine, rechteckige Gebäude wurde mit dreißig Bänken und einer Sakristei ausgestattet und diente als Kathedrale.
Für den Bau einer größeren und dauerhaften Kirche kaufte Bischof Odin 500.000 Ziegelsteine aus Belgien, die als Ballast nach Galveston verschifft wurden. Die Grundsteinlegung fand am Sonntag, dem 14. März 1847 statt. Am 4. Mai 1847 erhob Papst Pius IX. das Apostolische Vikariat Texas zur Diözese Galveston und ernannte Odin zum ersten Bischof. Am 26. November 1848 wurde die Kathedrale geweiht. Die Kathedrale ist eines der wenigen Gebäude in Galveston, die den verheerenden Galveston-Hurrikan im Jahr 1900 mit nur geringen Schäden überstanden haben.
Aufgrund des enormen Wachstums der Stadt Houston erhielt das Bistum 1959 die neue Bezeichnung Galveston-Houston und eine Konkathedrale in Houston. Die Marienkathedrale wurde 1968 zum historischen Wahrzeichen des Staates Texas und 1973 zum nationalen historischen Wahrzeichen ernannt. 1979 verlieh Papst Johannes Paul II. der St.-Marien-Kathedrale wegen ihrer historischen Bedeutung den Status einer Basilica minor. Nach dem Hurrikan Ike 2008 konnten die Restaurierungen erst nach sechs Jahren mit der Wiedereröffnung abgeschlossen werden. Sie wurde in dieser Zeit Teil der Pfarrei Heilige Familie.

## Architektur
Die Kathedrale wurde durch die Architekten Theodore Eugene Giraud und später Nicholas J. Clayton im neugotischen Stil gebaut. Die dreischiffige Basilika bietet auf einem kreuzförmigen Grundriss mit einer Länge von 40 Metern und einer Breite von bis zu 23 Metern Platz für über 400 Besucher. Ihre drei Kirchtürme über dem Eingang und der Apsis ragen bis zu 24 Meter hoch.